# Desa Pesalakan (administrativ by i Indonesien, lat -7,04, long 109,78)
Desa Pesalakan är en administrativ by i Indonesien.   Den ligger i provinsen Jawa Tengah, i den västra delen av landet, 300 km öster om huvudstaden Jakarta.